# Uvedale Price

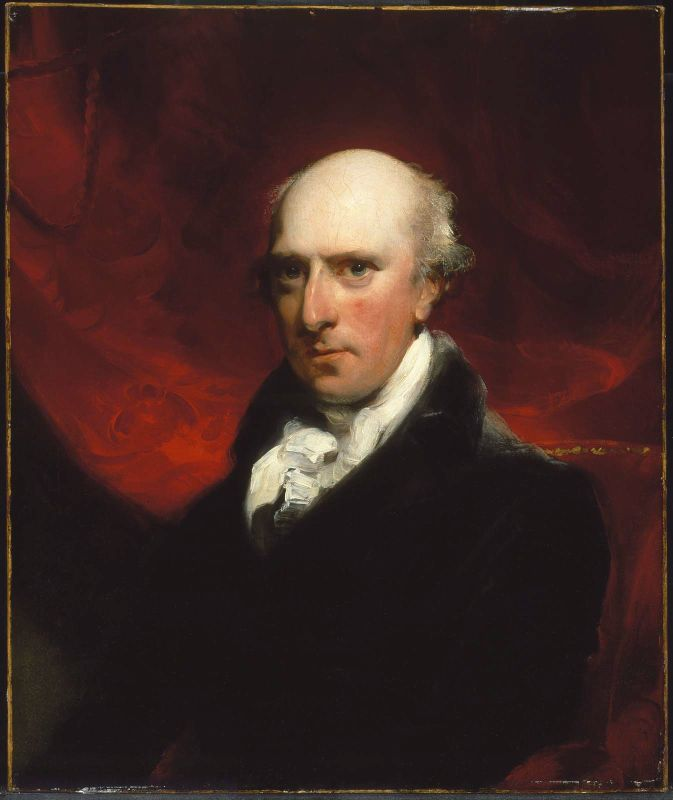
Uvedale Price

Uvedale Price, primer barón de Foxley (14 de abril de 1747-14 de septiembre de 1829) fue un escritor británico, uno de los creadores del concepto estético de lo pintoresco, junto a William Gilpin y Richard Payne Knight. 
Educado en Eton y en Christ Church, Oxford, Price heredó el patrimonio familiar de Foxley (en Yazor) al acceder a la mayoría de edad en 1768, pocos años después de la muerte de su padre (Robert Price) en 1761 y de su abuelo (Uvedale Tomkins Price, miembro del Parlamento británico) en 1764. Su principal obra es Ensayo sobre lo pintoresco, comparado con lo sublime y lo bello (Essay on the Picturesque, As Compared With The Sublime and The Beautiful, 1794), donde definió lo pintoresco como una categoría situada entre lo bello y lo sublime. Price describió los placeres derivados de lo pintoresco, que son producidos por fenómenos como la irregularidad, la variación o la rudeza. Aplicado generalmente a la naturaleza, al paisaje, es cualquier visión natural que seduce a los sentidos por cualquiera de las cualidades descritas, por ser irregular, por su variedad o por ser una naturaleza agreste, salvaje. Sus teorías tuvieron amplia difusión en la arquitectura paisajística inglesa de finales del siglo XVIII y principios del XIX.